# Coleophora bagorella
Coleophora bagorella — вид лускокрилих комах родини чохликових молей (Coleophoridae).

## Поширення
Вид поширений в Румунії, Туреччині, Україні, на півдні Росії, в Монголії та Китаї.